# دريا بك سليمان باشا
دریا بك سليمان باشا هو سياسي عثماني، تولى منصب قبطان باشا.

## مناصبه
تولى المناصب التالية:
- قبطان باشا (1530–1531)